# Diplomarbeit
Eine Diplomarbeit oder Diplom-Arbeit ist in Deutschland und Österreich die schriftliche Abschlussarbeit eines Diplom-Studiengangs an einer Hochschule oder Berufsakademie. In Österreich bezeichnet der Begriff außerdem eine Projektarbeit, die zusätzlich zu Fachklausuren an einer berufsbildenden höheren Schule durchgeführt werden muss. Die Diplomarbeit ist schriftlicher Leistungsbestandteil einer Diplomprüfung und führt zusammen mit weiteren Leistungen wie schriftlichen Prüfungen (Klausuren) und/oder mündlichen Prüfungen sowie der Verteidigung an Hochschulen zur Erlangung des akademischen Diplomgrades (Diplom oder Diplom (FH)) und an Berufsakademien zur Erlangung des Diploms als staatliche Abschlussbezeichnung. 
Durch die Diplomarbeit soll die anfertigende Person nachweisen, dass sie in der Lage ist, ein Problem in einer vorgegebenen Frist selbständig mit Hilfe wissenschaftlicher Methoden zu bearbeiten. Eigenständige Forschungsanteile sind kein erforderlicher Teil der Arbeit.
Für die äußere Form gelten ähnliche Vorgaben wie für Dissertationen (gebunden im A4-Format, Zitatregeln usw., abzugeben ca. vier Exemplare); der durchschnittliche Umfang liegt bei 60–100 Seiten. Der Bearbeitungszeitraum beträgt durchschnittlich sechs Monate. Falls dieser Umfang bei experimentellen Themen oder umfangreichen Messungen wesentlich überschritten würde, können die ausführlichen Labor- oder Messprotokolle als Anhang in nur einem Exemplar am betreuenden Institut hinterlegt werden. 
Im Gegensatz zu Dissertationen, für die es eine Abgabepflicht an die jeweilige Hochschulbibliothek gibt, werden Diplomarbeiten nur teilweise abgeliefert und stehen somit für die Fernleihe oft nicht zur Verfügung.  
Mit dem Auslaufen der Diplomstudiengänge im Rahmen des Bologna-Prozesses treten an vielen Hochschulen die Studienabschlussarbeiten in Formen einer Bachelor- und Masterarbeit an die Stelle der Diplomarbeit.